# سیمون ون دی وورد
سیمون ون دی وورد بازیکن والیبال اهل بلژیک است. او در تیم ملی والیبال مردان بلژیک در مسابقات قهرمانی جهان ۲۰۱۴ که در لهستان برگزار شد، حضور داشت. در سطح باشگاهی حرفه ای، او برای لیندمانز آلست بازی می‌کند.